# Арзгун (сельское поселение)
Се́льское поселе́ние «Арзгу́н» (бур. Арзгунын hомон) — муниципальное образование в Курумканском районе Бурятии Российской Федерации.
Административный центр — улус Арзгун.

## История
Статус и границы сельского поселения установлены Законом Республики Бурятия от 31 декабря 2004 года № 985-III «Об установлении границ, образовании и наделении статусом муниципальных образований в Республике Бурятия».

## Население
| 2002 | 2011 | 2012 | 2013 | 2014 | 2015 | 2016 |
| ---- | ---- | ---- | ---- | ---- | ---- | ---- |
| 990  | ↘923 | ↘891 | ↘864 | ↘835 | ↘821 | ↘808 |
| 2017 | 2018 | 2019 | 2020 | 2021 | 2023 | 2024 |
| ↘776 | ↘765 | ↘756 | ↘727 | ↘709 | ↘670 | ↘666 |

## Состав сельского поселения
| № | Населённый пункт  | Тип населённого пункта       | Население |
| - | ----------------- | ---------------------------- | --------- |
| 1 | Арзгун            | улус, административный центр | ↘796      |
| 2 | Гарга             | улус                         | ↘55       |
| 3 | Курорт Гаргинский | посёлок                      | →0        |
| 4 | Тунгэн            | улус                         | ↗41       |
| 5 | Угнасай           | улус                         | →35       |